# Sovjet
Sovjet (ruski: совет, savjet) izvorno je bio radnički savjet (radničko vijeće) u kasnim danima Carske Rusije.
Kasnije su Sovjeti bili predstavnički organi vlasti u Sovjetskoj Rusiji i nekim drugim državama od 1917. – 1922. g., a od 1922. do 1991. u Sovjetskom Savezu.
Prema službenoj Sovjetskoj historiografiji, prvi Sovjet je osnovan za vrijeme Prve Ruske Revolucije u svibnju, 1905. u Ivanovsko-Voznesenskoj oblasti.
U svojim memoarima Volin (ruski anarhist i revolucionar Vsevolod Mihailovič Ejhenbaum) tvrdi da je osobno prisustvovao osnutku Sovjeta u Sankt Peterburgu u siječnju, 1905. Sovjeti su kasnije preoblikovani od strane boljševika, kao osnovne organizacione jedinice društva i države.
Izvorno Sovjeti su bili široka fronta direktne demokracije. Ruski marksisti učinili su ih instrumentom borbe protiv državne vlasti Karenskog, tako da je između Februarske revolucije i Oktobarske revolucije Petrogradski Sovjet bio najmoćnija politička snaga u zemlji.
Poklič –  Sva vlast sovjetima (ruski: Вся власть советам) bio je borbeni poziv protiv Ruske privremene vlade koju je vodio Aleksandar Kerenski.
Ovaj poklič počeli su koristiti i neki drugi marksističko-lenjinistički pokreti, kao Komunistička stranka Kine u Kineskoj Sovjetskoj Republici prije Velikog marša.
Po dolasku boljševika na vlast, sovjeti su se proširili na svako tijelo koje bi tvorili sovjetski izaslanici kako po hijerarhijskoj strukturi tako i po republičkom principu teritorijalne podjele zemlje. Na vrhu te piramide sovjetske vlasti bio je Vrhovni Sovjet (ruski: Верховный Совет) osnovan u studenom, 1922.
Učvršćivanjem sovjetske vlasti i lokalna državna tijela nazvana su sovjeti, s pridjevima koji bi označavali administrativni nivo, kasnije se uvriježilo kraćenje tih naziva, tako je: gorsovjet (gorodskie sovjet, gradsko vijeće), rajsovjet (rajonije sovjet: vijeće mjesne zajednice), selsovjet (selskij sovjet, seosko vijeće).

## Opaske
U pojedinim republikama SSSR-a, sovjet je nosio drugačije (nacionalno) ime.
- Ukrajina: рада (rada); Bjelorusija: савет; Uzbekistan: совет; Kazahstan: совет/кеңес; Azerbajdžan: совет; Litva: taryba; Moldova: совиет; Latvija: padome; Kirgizija: совет; Estonija: nõukogu